# Martha Scott
Martha Ellen Scott (Jamesport, Daviess megye, Missouri, 1912. szeptember 22. – Los Angeles, Kalifornia, 2003. május 28.) Oscar-díjra jelölt amerikai színésznő. Olyan jelentős filmekben szerepelt, mint Cecil B. DeMille Tízparancsolat (1956) és William Wyler Ben-Hur (1959), mindkét filmben Charlton Heston karakterének anyját alakította. Ő kapta meg Emily Webb szerepét Thornton Wilder Our Town című darabjában a Broadwayen 1938-ban, majd később újraformálta a szerepet A mi kis városunkban, amiért a legjobb színésznőnek járó Oscar-díjra jelölték.

## Élete
Scott a Missouri állambeli Jamesportban született, Letha (született McKinley) és Walter Alva Scott mérnök és garázstulajdonos lányaként. Édesanyja az amerikai elnök, William McKinley másodunokatestvére volt. A Scott család 13 éves koráig Jamesportban maradt, amikor Martha a Missouri állambeli Kansas Citybe, majd a Michigan állambeli Detroitba költözött. Scott a középiskolában kezdett el érdeklődni a színészet iránt, ez az érdeklődés tovább bontakozott, amikor a Michigani Egyetemre járt, ahol 1934-ben tanári diplomát és bachelor of arts diplomát szerzett dráma szakon.
Scott karrierje már a főiskola után lendületet kapott, amikor 1934-ben a Globe Theatre Troupe társulatával fellépett egy sor Shakespeare produkcióban a chicagói Century of Progress világkiállításon. Ezt követően New Yorkba költözött, ahol állandó munkát talált mind színpadi produkciókban, mind rádiójátékokban. 1938-ban debütált a Broadway-n Thornton Wilder Our Town (A mi kis városunk) című darabjának eredeti színpadra állításában, Emily Webb, a szülésbe belehaló tragikus fiatal nő szerepében.
Két évvel később Scott újra eljátszotta Emily szerepét, amikor A mi kis városunk című filmben debütált. A kritikusok által elismert alakítása Oscar-jelölést hozott neki a legjobb színésznőnek járó kategóriában. Scott a következő négy évtizedben állandó filmes munkát kapott, olyan nagyszabású filmeposzokban szerepelt, mint a Tízparancsolat, a Ben-Hur, A félelem órái és az Airport '75. Charlton Heston gyakori partnere volt Scottnak a színpadon és a vásznon egyaránt. Ahogy 1988-ban egy interjúalanyának mondta: "Kétszer játszottam az anyját és kétszer a feleségét. Én voltam az anyja a Ben Hurban és a Tízparancsolatban. Én voltam a felesége a színpadon New Yorkban a Design for a Stained Glass Window-ban és a The Tumbler in London-ban."
1968-ban Scott csatlakozott Henry Fondához és Robert Ryanhez, és megalapították a Plumstead Playhouse nevű színházi produkciós társulatot. Később Plumstead Theatre Company lett belőle, és Los Angelesbe költözött. A társulat a First Monday in October' című produkciót állította színpadra és forgatta filmre egyaránt. Scott mindkét változat társproducere volt. Utolsó rendezése a Twelve Angry Men (Tizenkét dühös ember) volt, amelyet a Henry Fonda Színházban mutattak be a kaliforniai Hollywoodban.

### Televíziós szerepek
Scott már a televízió hajnalán elkezdett tévészerepeket kapni. 1950-ben szerepelt a The Cut Glass Bowl című filmben, a The Nash Airflyte Theaterben. Ezt követően többször vendégszerepelt a Robert Montgomery Presents és a televíziózás "aranykorának" más műsoraiban, köztük az Alfred Hitchcock Presents két epizódjában. Ez a vendégszereplési minta folytatódott az 1960-as években, többek között a Route 66, az Ironside és a The Courtship of Eddie's Father című sorozatokkal. Az 1950-es évek közepén Scott volt a narrátora a Modern Romances című délutáni műsornak az NBC-n.
Scott az 1970-es években is gyakori televíziós vendégszereplő volt. Visszatérő szerepe volt Bob Newhart édesanyjaként a The Bob Newhart Show-ban, Steve Austin ezredes (Lee Majors) édesanyjaként a The Six Million Dollar Man és a The Bionic Woman című filmekben, valamint Patricia Shepard, Sue Ellen és Kristin édesanyja a Dallas korai éveiben és később az 1986-os évadban. Scott egy-egy epizódos vendégszereplést kapott a korszak számos sikersorozatában, mint például a The Sandy Duncan Show, Columbo (1975), The Mod Squad, Marcus Welby, M.D., és a Szerelemhajó. Állandó szerepe volt Jennifer Talbotként, Terri Brock undok nagymamájának szerepében a General Hospital' sorozatban.
Az 1980-as években állandó szerepe volt a rövid életű Secrets of Midland Heights című sorozatban, és több tévéfilmben és olyan sorozatok egyes epizódjaiban szerepelt, mint a Magnum, P.I., The Paper Chase, és a Highway to Heaven. Az 1980-as évek végén együtt játszott Jeffrey Lynn-nel a Gyilkos sorok egyik epizódjában, amely az 1949-es Strange Bargain című játékfilmjük közvetlen folytatása volt. Scott utolsó televíziós színészi szerepe 1990-ben volt a Daughter of the Streets című filmben.

### Magánélete
Scott kétszer ment férjhez, először 1940 és 1946 között Carleton William Alsop rádiós producerhez és bemondóhoz, majd 1946-tól 1998-ban bekövetkezett haláláig a jazz-zongorista és zeneszerző Mel Powellhez. Alsop-tól egy fiúgyermeke született, második férjétől pedig két lánya.
Fia szerint Scott sosem felejtette el gyermekkori szülővárosát, az Our Town című filmben Oscar-díjra jelölt szerepére készülve egy Jamesport-i temető mentális képét használta. Alsop elmondta: "Azt mondta nekem, hogy azt a helyet használta képként, mert olyan nyugodt és gyönyörű", és hogy az elhunyt McKinley és Scott rokonai "lettek a Gibbs és a Webbs a darabban".
Demokrataként támogatta Adlai Stevenson II kampányát az 1952-es elnökválasztás során.
Scott 2003. május 28-án halt meg a Los Angeles-i Van Nuys-ban, 90 éves korában.

## Filmográfia

### Színpadi szerepek
| Év      | Cím                               | Szerep             | Színház |
| ------- | --------------------------------- | ------------------ | --- |
| 1938    | A mi kis városunk                 | Emily Webb         | Henry Miller's Theatre (1938. február 4. – február 12.) Morosco Theatre (1938. február 14. – szeptember 3.) |
| 1939    | Foreigners                        | a lány             | Belasco Theatre                                                                                             |
| 1942–43 | The Willow and I                  | Mara Sutro         | Windsor Theatre                                                                                             |
| 1944    | A mi kis városunk                 | Emily Webb         | City Center                                                                                                 |
| 1944–45 | Soldier's Wife                    | Katherine Rogers   | John Golden Theatre                                                                                         |
| 1946    | The Voice of the Turtle           | Sally Middleton    | Morosco Theatre                                                                                             |
| 1947    | It Takes Two                      | Connie Frazier     | Biltmore Theatre                                                                                            |
| 1950    | Design for a Stained Glass Window | Margaret Clitherow | Mansfield Theatre                                                                                           |
| 1951–52 | The Number                        | Sylvia             | Biltmore Theatre                                                                                            |
| 1952–53 | The Male Animal                   | Ellen Turner       | City Center (1952. április 30. – május 11.) Music Box Theatre (1952. május 15. – 1953. január 31.)          |
| 1953–54 | The Remarkable Mr. Pennypacker    | Ma Pennypacker     | Coronet Theatre                                                                                             |
| 1958    | Cloud 7                           | Mary Reece         | John Golden Theatre                                                                                         |

### Filmek
| Év   | Cím                                     | Szerep                    | Magyar hang                                                                     |
| ---- | --------------------------------------- | ------------------------- | ------------------------------------------------------------------------------- |
| 1940 | A mi kis városunk                       | Emily Webb                | Oszvald Marika                                                                  |
| 1940 | The Howards of Virginia                 | Jane Peyton-Howard        |                                                                                 |
| 1941 | Cheers for Miss Bishop                  | Ella Bishop               |                                                                                 |
| 1941 | They Dare Not Love                      | Marta Keller              |                                                                                 |
| 1941 | One Foot in Heaven                      | Hope Morris Spence        |                                                                                 |
| 1943 | Stage Door Canteen                      | önmaga                    |                                                                                 |
| 1943 | Hi Diddle Diddle                        | Janie Prescott Phyffe     |                                                                                 |
| 1943 | In Old Oklahoma                         | Catherine Elizabeth Allen |                                                                                 |
| 1947 | So Well Remembered                      | Olivia                    |                                                                                 |
| 1949 | Strange Bargain                         | Georgia Wilson            |                                                                                 |
| 1951 | When I Grow Up                          | Reed anya                 |                                                                                 |
| 1955 | A félelem órái                          | Ellie Hilliard            | Hámori Ildikó                                                                   |
| 1956 | Tízparancsolat                          | Jókhébed                  | Hámori Ildikó                                                                   |
| 1957 | Eighteen and Anxious                    | Lottie Graham             |                                                                                 |
| 1957 | Szajonara                               | Mrs. Webster              | Menszátor Magdolna                                                              |
| 1959 | Ben-Hur                                 | Miriam                    | 1. magyar változat (1982): Zolnay Zsuzsa 2. magyar változat (2013): Orosz Helga |
| 1971 | Lemonade                                | Mabel                     |                                                                                 |
| 1973 | The Devil's Daughter                    | Mrs. Stone                |                                                                                 |
| 1973 | Malac a pácban                          | Mrs. Arable (hangja)      |                                                                                 |
| 1974 | Sorority Kill                           | családanya                |                                                                                 |
| 1974 | The Man from Independence               | Mamma Truman              |                                                                                 |
| 1974 | Thursday's Game                         | Mrs. Reynolds             |                                                                                 |
| 1974 | Murder in the First Person Singular     | Mrs. Emerson              |                                                                                 |
| 1974 | Airport '75                             | Beatrice nővér            | n.a                                                                             |
| 1975 | The Abduction of Saint Anne             | Michael anya              |                                                                                 |
| 1975 | The Legendary Curse of The Hope Diamond | Mumsie                    |                                                                                 |
| 1975 | Medical Story                           | Miss McDonald             |                                                                                 |
| 1977 | Fordulópont                             | Adelaide                  | n.a                                                                             |
| 1979 | Charleston                              | Mrs. Farrel/Louisa néni   |                                                                                 |
| 1980 | Apaszerepben                            | Hilda Wollman             | n.a                                                                             |
| 1981 | ...Kinek a bírónő                       | cameoszerep               | (nincs a stáblistán)                                                            |
| 1983 | Szünidei állás                          | Martina Shelburne         | n.a                                                                             |
| 1983 | Adam                                    | Gram Walsh                |                                                                                 |
| 1986 | Adam: His Song Continues                | Gram Walsh                |                                                                                 |
| 1988 | Doin' Time on Planet Earth              | Virginia Camalier         |                                                                                 |
| 1989 | Love and Betrayal                       | Ginger                    |                                                                                 |
| 1990 | Daughter of the Streets                 | Sarah                     |                                                                                 |

### Televíziós sorozatok
| Év      | Cím                                                     | Szerep (zárójelben az évad (S) és/vagy az epizód (E) száma)                                                           |
| ------- | ------------------------------------------------------- | --- |
| 1950    | Nash Airflyte Theatre                                   | ? (S1E07) |
| 1950–57 | Robert Montgomery Presents                              | 1950: Ellen Scott (S1E03) 1951: Julia Brougham (S2E17) 1956: ? (S7E33) 1957: ? (S8E19) 1957: Marietta Jackson (S8E27) |
| 1951    | Lux Video Theatre                                       | Esmerelda (S1E19) |
| 1951    | Lights Out                                              | Phyllis (S3E39) |
| 1951    | The Clock                                               | ? (S3E01) |
| 1951    | Somerset Maughaum TV Theatre                            | Martha Jones (S1E14) ? (S2E12)                                                                                        |
| 1952    | Betty Crocker Star Matinee                              | ? (S1E20) |
| 1952    | Armstrong Circle Theatre                                | ? (S2E29) |
| 1953    | The Web                                                 | ? (S3E37) |
| 1953    | The Revlon Mirror Theater                               | ? (S1E02) |
| 1953    | Willys Theatre Presenting Ben Hecht's Tales of the City | ? (S1E04) |
| 1953    | Medallion Theatre                                       | ? (S1E09) |
| 1953    | Suspense                                                | ? (S6E01) |
| 1954    | Center Stage                                            | ? (S1E06) |
| 1955    | TV Reader's Digest                                      | Mrs Robert Louis Stevenson (S1E03)                                                                                    |
| 1956    | Kraft Theatre                                           | a farmer felesége (S9E43)                                                                                             |
| 1956–57 | Goodyear Playhouse                                      | Kate Douglas (S5E16) ? (S6E14)                                                                                        |
| 1957    | Modern Romances                                         | narrátor (E05) |
| 1958    | Matinee Theatre                                         | ? (S3E150) |
| 1959    | Playhouse 90                                            | Mrs Austin (S3E25) |
| 1959    | Markham                                                 | Marie Vaughn (S1E19)                                                                                                  |
| 1959    | The United States Steel Hour                            | Grace Sullivan (S7E03)                                                                                                |
| 1960    | New Comedy Showcase                                     | Kit Tyler (S1E01) |
| 1961    | Play of the Week                                        | Clara (S2E26) |
| 1961–62 | Route 66                                                | 1961: Helen Watson (S1E29) 1962: Ruth O'Brien (S3E13)                                                                 |
| 1962    | Follow the Sun                                          | Betty Stover (S1E19)                                                                                                  |
| 1963    | The DuPont Show of the Week                             | Helen Adams (S2E11)                                                                                                   |
| 1963    | The Doctors and the Nurses                              | Edith Arnold (S1E26)                                                                                                  |
| 1963    | The Greatest Show on Earth                              | Claire Kyle (S1E03)                                                                                                   |
| 1965    | Slattery's People                                       | Fran Stevens (S2E10)                                                                                                  |
| 1967    | Cimarron Strip                                          | Mrs Kihlgren (S1E09)                                                                                                  |
| 1967    | The F.B.I                                               | Katharine Lamberth (S3E08)                                                                                            |
| 1969    | Ironside                                                | Francine Miller (S2E18)                                                                                               |
| 1970    | The Courtship of Eddie's Father                         | nagymama (S1E21) |
| 1970    | Paris 7000                                              | Amy Westerly (S1E09)                                                                                                  |
| 1971    | Longstreet                                              | Louisa De Carie (S1E04)                                                                                               |
| 1972    | Honeymoon Suite                                         | ? (S1E01) |
| 1972    | The Sandy Duncan Show                                   | Harriet (S1E01) |
| 1972    | The Delphi Bureau                                       | Martha (S1E01) |
| 1972–77 | The Bob Newhart Show                                    | Mrs Martha Hartley/Mrs Eleanor Hartley (7 epizód)                                                                     |
| 1973    | Mod Squad                                               | Belle Fuller (S5E19)                                                                                                  |
| 1973    | Marcus Welby, M.D.                                      | Mrs Loring (S4E22) |
| 1973    | Owen Marshall, Counselor at Law                         | Mildred (S3E08) |
| 1974    | Police Story                                            | Mary Ryan (S1E19) |
| 1974    | The Wide World of Mystery                               | Mrs Emerson (?) |
| 1974    | Police Woman                                            | Mrs Wadsworth (S1E03)                                                                                                 |
| 1974–75 | The Six Million Dollar Man                              | Helen Elgin (3 epizód)                                                                                                |
| 1975    | Columbo                                                 | Margaret Meadis (S4E05)                                                                                               |
| 1976–77 | The Bionic Woman                                        | Helen Elgin (6 epizód)                                                                                                |
| 1978    | The Word                                                | Sarah Randall |
| 1979    | Married: The First Year                                 | Elizabeth Gorey (2 epizód)                                                                                            |
| 1979    | Szerelemhajó                                            | Janet Latham (S3E06)                                                                                                  |
| 1979–85 | Dallas                                                  | Jennifer Talbot (10 epizód)                                                                                           |
| 1980    | Beulah Land                                             | Penelope Pennington                                                                                                   |
| 1980–81 | Secrets of Midland Heights                              | Margaret Millington (11 epizód)                                                                                       |
| 1983    | Magnum                                                  | Jeanie LaSalle (S4E05)                                                                                                |
| 1984    | The Paper Chase                                         | Marion Grey (S2E13)                                                                                                   |
| 1985–86 | General Hospital                                        | Jennifer Talbot (10 epizód)                                                                                           |
| 1985–87 | Hotel                                                   | 1985: Estelle (S2E24) 1987: Roz Campbell (S5E07)                                                                      |
| 1986    | Út a mennyországba Highway to Heaven                    | Laura Swann (S3E06) és (S3E08)                                                                                        |
| 1987    | Gyilkos sorok                                           | Georgia Wilson (S3E21)                                                                                                |

## Díjak és jelölések
| Év   | Cím               | Díj                                                     | Eredmény |
| ---- | ----------------- | ------------------------------------------------------- | -------- |
| 1940 | A mi kis városunk | National Board of Review, USA: legjobb színész          | Elnyerte |
| 1940 | A mi kis városunk | New York-i Filmkritikusok Egyesülete: legjobb színésznő | Jelölve  |
| 1941 | A mi kis városunk | Oscar-díj a legjobb női főszereplőnek                   | Jelölve  |
| 1993 | Életművéért       | csillag a Hírességek sétányán                           | Elnyerte |

## Fordítás
Ez a szócikk részben vagy egészben  a   Martha Scott című angol Wikipédia-szócikk ezen változatának fordításán alapul.  Az eredeti cikk szerkesztőit annak laptörténete sorolja fel. Ez a jelzés csupán a megfogalmazás eredetét és a szerzői jogokat jelzi, nem szolgál a cikkben szereplő információk forrásmegjelöléseként.